# إيرينيس

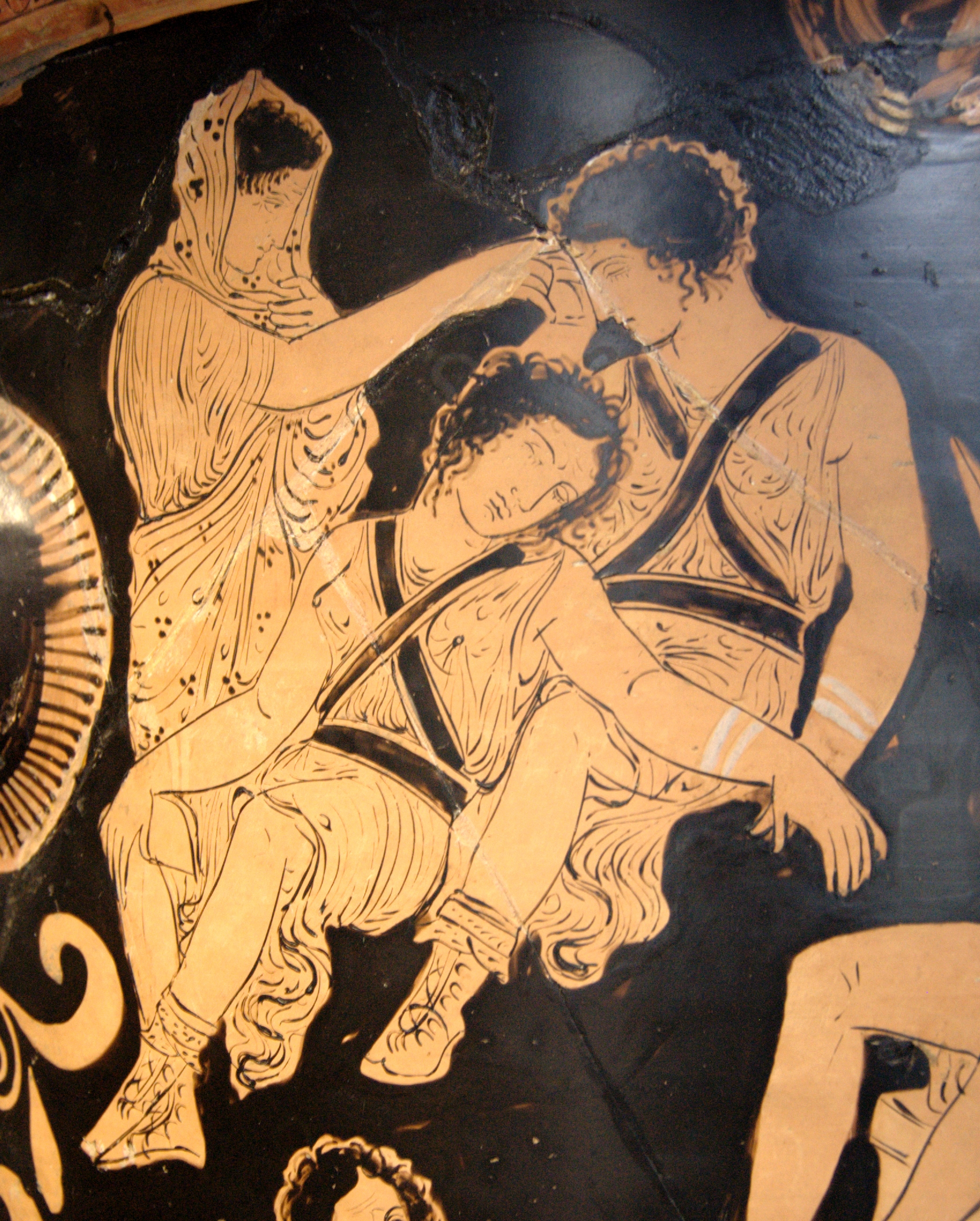
تحاول Clytemnestra إيقاظ Erinyes النائمة. التفاصيل من جرس كراتر بوليا أحمر، 380-370 قبل الميلاد.

إيرينيس ويطلق عليه Erinyes (، الغناء. إرينيس /ɪˈrɪnɪs/ ، /ɪˈraɪnɪs/. Greek ، رر. من Ἐρινύς ، Erinys)،  وهو الذي يعرف أيضا بـ Furies فوريوس، في الواقع فقد كانت آلهة انتقام أنثى شثونية في الديانات والأساطير اليونانية القديمة.كما أن اليمين الوهمي يستدعيهم في الإلياذة بأنهم «الإرينيين، الذين تحت الأرض ينتقمون من الرجال، من يقسم اليمين الكاذبة». يقترح والتر بوركيرت بأنها تعتبر «تجسيد لفعل اللعن الذاتي الوارد في القسم». إنها تتوافق مع الديرة في الأساطير الرومانية. قام بع ذلك الكاتب الروماني ماوروس سيرفيوس هونوراتوس بكتابه (حوالي 600 م) أنهم: يُدعون كالتالي: «إيومينيدس» في الجحيم، و «فورياي» على الأرض، و «ديراي» في الجنة.
وفقًا لثيوجوني لهسيود ، فإنه عندما قام تيتان كرونوس بخصي والده، أورانوس، ثم بعد ذلك قام بإلقاء اعضاءه التناسليه ألقى بأعضائه، ظهر إيرينيس (جنبًا إلى جنب مع العمالقة والميليا) من قطرات الدم التي سقطت على الأرض (Gaia)، بينما ولدت أفروديت من قمم زبد البحر. وهذا الامر وفقا لروايات مختلفه،  فإنهم قد ظهروا من مستوى أكثر بدائية - من Nyx («الليل»)، أو من اتحاد تم بين الهواء والأرض الأم،  في Aeneid لفيرجيل ، إنهن بنات بلوتو (الهاوية)  وأكسيد النيتروجين (نيكس). في العادة يكون عددهم غير محدد تعرف فيرجيل، الذي يعمل على الأرجح من مصدر إسكندري، على ثلاثة: Alecto أو Alekto («الغضب اللامتناهي»)، Megaera («الغضب الغيور»)، و Tisiphone أو Tilphousia («التدمير الانتقامي»)، كما انهم جميعا يظهرون في الإنيد . تبع دانتي أليغييري فيرجيل في تصوير نفس ثلاثية الأحرف من ايرينيس؛ في كانتو التاسع من الجحيم يواجهون الشعراء على أبواب مدينة ديس. في حين انه كان دوما يتم وصف إرينيس بأنهم ثلاث آلهة قبل الزواج، كانت إيرينيس تيلفوسيا عادة اسمًا للإلهة الغاضبة ديميتر، والتي كان يتم عبادتها تحت لقب إيرينيس في مدينة ثيلبوسا الأركادية.

## في علم أصول الكلمات
كلمة Erinyes (إيرينيس) تعد في الواقع من أصل غير مؤكد؛ إتصلت مع الفعل ὀρίνειν orinein «، لرفع، وإثارة، تثير»، وكان اسما ἔρις ايريس «الفتنة» وقد اقترحت. بيكيس، ص. – الأصل قبل اليوناني. كلمة إرينيس في صيغة المفرد ونتيجة ل theonym يشهد لأول مرة في الميسينية اليونانية، وكتب في الخطية B ، بهذه الصور والأشكال التاليه: 𐀁𐀪𐀝 و e-ri-nu و 𐀁𐀪𐀝𐀸 ، e-ri-nu-we . كما أن هذه الكلمات توجد على أقراص KN Fp 1 و KN V 52  و KN Fh 390.
وهذا هو ما يجد ذكره عن أصل الكلمة في اللغة.

## وصف
تعيش الآله إيرينيس في Erebus (إيرباص)وهي أقدم من أي آلهة أولمبية. كما تتمثل مهمه الآله في الاستماع إلى الشكاوى التي يرفعها البشر ضد وقاحة الصغار للمسنين، والأطفال تجاه الآباء، ومضيفي الضيوف، وأرباب المنازل أو مجالس المدينة للمتوسلين - ومعاقبة مثل هذه الجرائم بمطاردة الجناة بلا هوادة. إن إرينيس عبارة عن كرونات، وبحسب بعض المؤلفين، توصف بأنها تملك شعرا على هيئه ثعابين، ورؤوس تشبه رؤوس الكلاب، وأجسام سوداء من الفحم، وأجنحة الخفافيش، وعيون مصابة بالدم. في أيديهم آفات مرصعة بالنحاس ويموت ضحاياهم في عذاب.

## ثلاث شقيقات
وفقا لهسيود، انبثقت الغوريات من الدم المراق من أورانوس عندما تم إخصاؤه من قبل ابنه كرونوس. ووفقا ل إسخيلوس "Oresteia، فهي بنات نيكس، في الإصدار فيرجيل، هم بنات بلوتو (الهاوية) وأكاسيد النيتروجين (نيكس). اما عن بعض الروايات فإنهم قد كانوا بنات Euonymè (اسم للأرض) و Cronus ،  أو من Earth وPhorkys (وهذه الكلمة تأتي بمعنى البحر) 
- Alecto - المعاقب على الجرائم الأخلاقية (الغضب، إلخ.)
- Megaera - معاقب الخيانة الزوجية وحلف اليمين والسرقة
- Tisiphone - معاقبة القتلة

## طائفة دينية

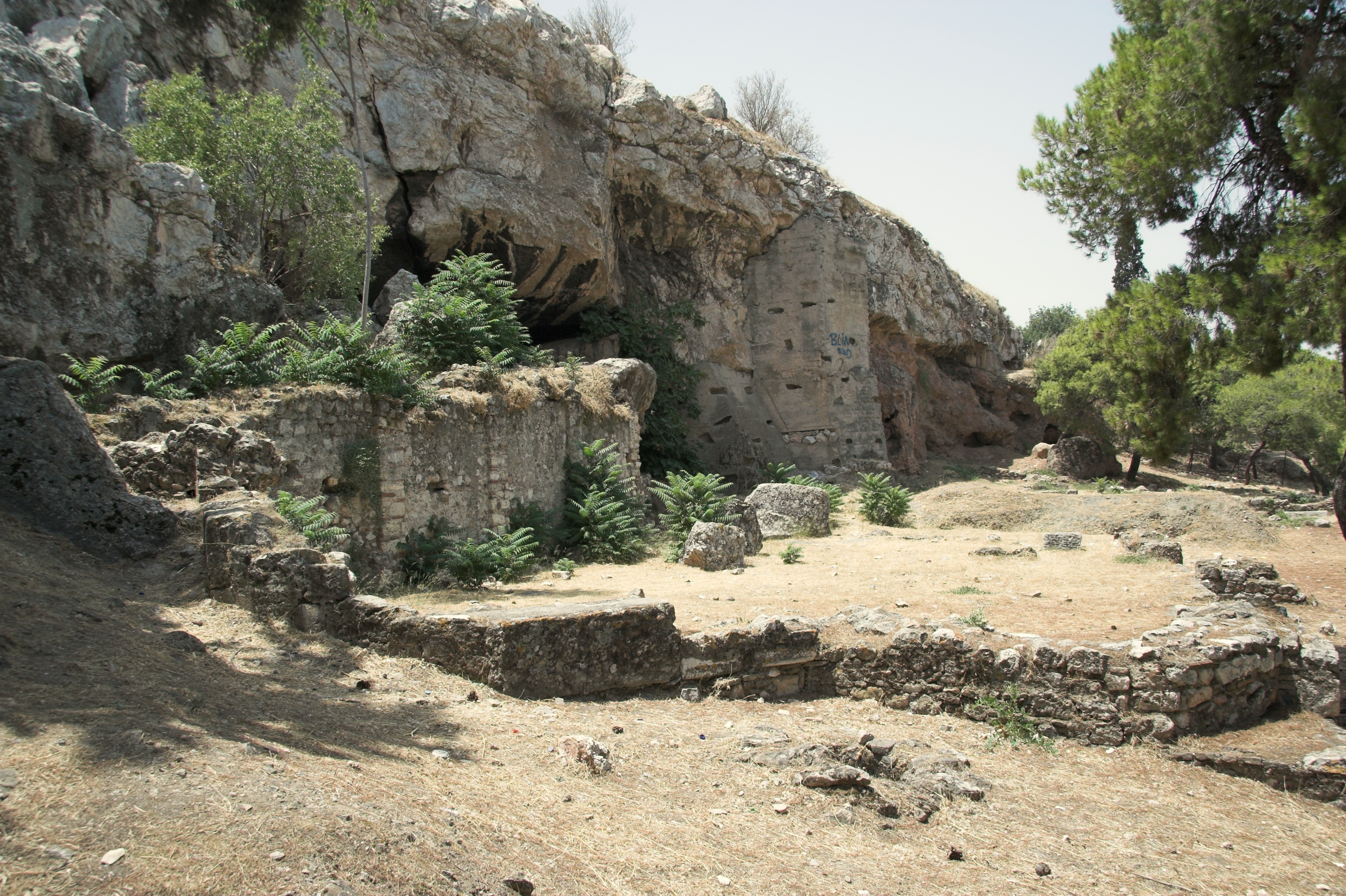
ضريح إيرينيس تحت أريوباغوس، أثينا

يصف Pausanias ملاذًا في أثينا مخصصًا لـ إرينيس تحت اسم Semnai (سيماي):
الصعب من قبل [Areopagos ، محكمة القتل في أثينا] هي ملاذ للآلهة التي يسميها الأثينيون أغسطس، لكن Hesiod في Theogony يسميهم Erinyes (Furies). كان إسخيلوس هو أول من مثلهم مع شعر على هيئه ثعابين. اما عن الصور فإنه لا يوجد أي شيء رهيب فيها ولا لأي من آلهة العالم السفلي. كما أنه تتوفر صور لـ بلوتو وهيرميس والأرض، والتي من خلالها تضحي بأولئك الذين حصلوا على حكم بالبراءة على تل آريس؛ كما يتم تقديم التضحيات في بعض من المناسبات الأخرى من قبل كل من المواطنين والأجانب أيضا.

## في الأدب اليوناني القديم

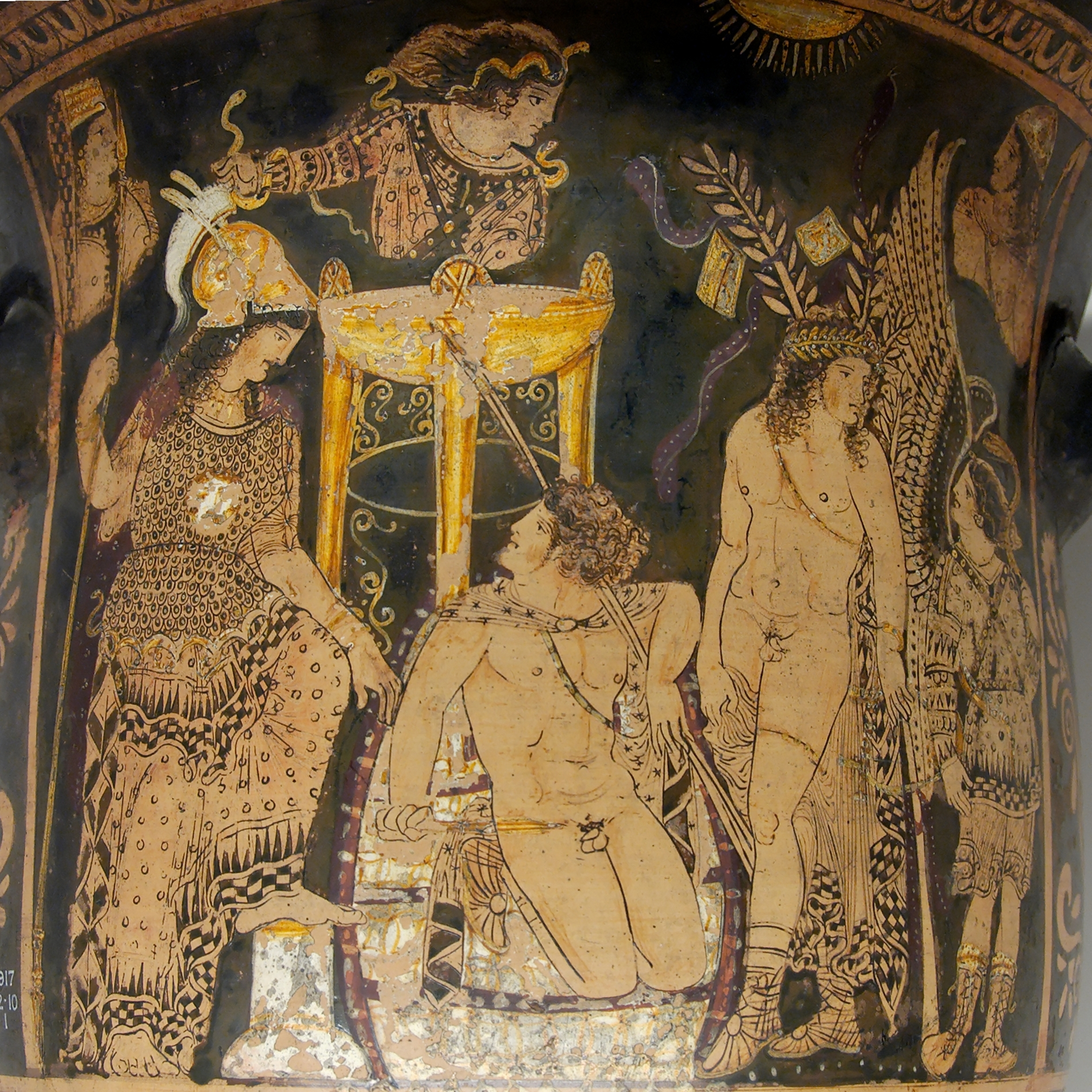
أوريستيس في دلفي ، يحيط بها أثينا و Pylades ، بين Erinyes والكاهنات من أوراكل. Paestan جرس أحمر الشكل، c. 330 ق.

في الحقيقة فإنه قد تم العثور على شظايا من الآله إيرينس من بين أقدم السجلات الموجودة للثقافة اليونانية القديمة. وتظهر هذه الشظايا آل إيرينيز بشكل بارز في أسطورة أوريستس، والتي تتكرر كثيرًا في العديد من أعمال المذكوره والوارده الأدب اليوناني القديم.

### إسخيلوس
قد ظهر في الأدب اليوناني القديم، من قصائد للعب أو للتسليه على وجه أصح، تشكيل إيرينيس جوقة كما أنه قد لعب دورا رئيسيا في ختام إسخيلوس الصورة ثلاثية مثيرة لل Oresteia . في المسرحية الأولى، أجاممنون ، عاد الملك أجاممنون إلى وطنه من حرب طروادة، حيث قتلت زوجته كليتمنسترا، التي كان يتلخص هدفها في الانتقام لابنتها إيفيجينيا، التي ضحى بها أجاممنون من أجل الحصول على رياح مواتية للإبحار إلى طروادة. في المسرحية الثانية، The Libation Bearers ، وصل ابنهم Orestes إلى مرحلة الرجولة وأمره أوراكل Apollo بالانتقام لمقتل والده والذي كان على يد والدته. بالعودة إلى المنزل والكشف عن نفسه لأخته إلكترا، يتظاهر أوريستيس بأنه رسول ينقل أخبار وفاته إلى كليتمنيسترا. ثم يقوم بقتل والدته وعشيقها إيجيسثوس. على الرغم من أن أفعال أوريستيس كانت ما أمره أبولو بفعله، إلا أن أوريست مازال قد إرتكب جريمه جريمة قتل الأم، وهذا الأمر يعبر تدنيس خطير للمقدسات. وبسبب هذا، يلاحقه إيرينيس الرهيب لتعذيبه، ويطالب كذلك بالمزيد من الانتقام الدموي.

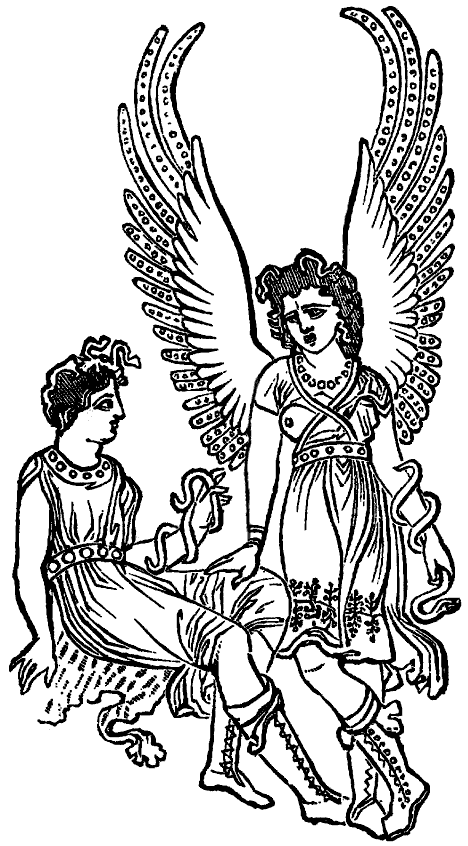
اثنان من Furies ، من كتاب من القرن التاسع عشر يستنسخ صورة من إناء قديم.

في مسرحيه The Eumenides الأومينيدس، أخبر أبولو في دلفي أوريستيس أنه يجب عليه الذهاب إلى أثينا لطلب مساعدة الإلهة أثينا.
وعند وصوله إلى أثينا، ترتب أثينا لمحاكمة أوريستيس من قبل هيئة من المحلفين من المواطنين الأثينيين، برئاستها. يظهر الآلهة إرينيس كمتهمين لأوريست، بينما يتحدث أبولو في دفاعه. في هذه الأثناء فإن المحاكمة تتحول إلى نقاش حول ضرورة الانتقام من الدم، والشرف المستحق للأم مقارنة بالذي بسبب الأب، وضروره الإحترام الواجب إعطاؤه للآلهة القديمة مثل إرينيس مقارنة بالجيل الأحدث من أبولو وأثينا.
تصويت هيئة المحلفين منقسم بالتساوي. فيما بعد تشارك أثينا في التصويت وتختار التبرئة. أثينا تعلن تبرئة أوريستيس بسبب القواعد التي وضعتها للمحاكمة. على الرغم من الحكم، يهدد إيرينوس بتعذيب جميع سكان أثينا وتسميم الريف المحيط. ومع ذلك، تقدم أثينا دورًا جديدًا للآلهة القدامى، كحماة للعدالة، بدلاً من التفكير المطلق والدائم بالإنتقام فقط، والمدينة. تقنعهم بكسر حلقة الدم بالدم (إلا في حالة واحد وهي حالة الحرب التي تقاتل من أجل المجد وليس الانتقام). بينما تعد بأن الآلهة ستحصل على التكريم الواجب من الأثينيين وأثينا، فإنها تقوم بتذكيرهم بكونها المالك لمفتاح المخزن حيث يحتفظ زيوس بالصواعق التي هزمت الآلهة القديمة الأخرى في زمن مضى. يُرضي هذا المزيج من الرشاوى والتهديدات المستترة عائلة إيرينيس، التي تسير تحت قياده أثينا بعد ذلك في موكب إلى المنزلهم الجديد. في المسرحية قد تمت معالجة "Furies" بعد ذلك باسم "Semnai" (المبجلون)، حيث سيتم تكريمهم من قبل مواطني أثينا وضمان ازدهار المدينة بواسطتهم.

### يوريبيديس
في يوربيدس " أوريستيس وErinyes هي ولأول مرة" ساوى "مع المهذبون  (Εὐμενίδες، رر من Εὐμενίς؛ حرفيا" تلك كريمة "، ولكن ترجمت أيضا باسم" الآحاد يرجى "). هذا لأنه كان يؤخذ في عين الإعتبار أنه من غير الحكمة ذكرهم بالاسم (خوفًا من جذب انتباههم)، فإن الاسم المثير للسخرية ويجعله ذلك مشابها لكيفية تسمية هاديس، إله الموتى بلوتون، أو بلوتو، "الغني". كما انه في الواقع يعد استخدام التعبيرات الملطفة لأسماء الآلهة بمثابه خدمة للعديد من الأغراض الدينية.

### سوفوكليس
في مسرحية سوفوكليس ، أوديب في كولونوس ، من أحد الأمور المهمة كون أوديب أتى إلى مثواه الأخير في البستان المخصص لإرينيس. لان ذلك يدل ويفيد على أنه دفع كفارته عن جريمته الدموية، وكذلك جاء لأمر آخر وهو دمج قوى التوازن في اعتماده المفرط المبكر على أبولو، إله الفرد، والشمس، والعقل. يُطلب منه تقديم عرض إلى Erinyes ويلتزم، بعد أن جعل سلامه.

## المراجع والأدب الحديث

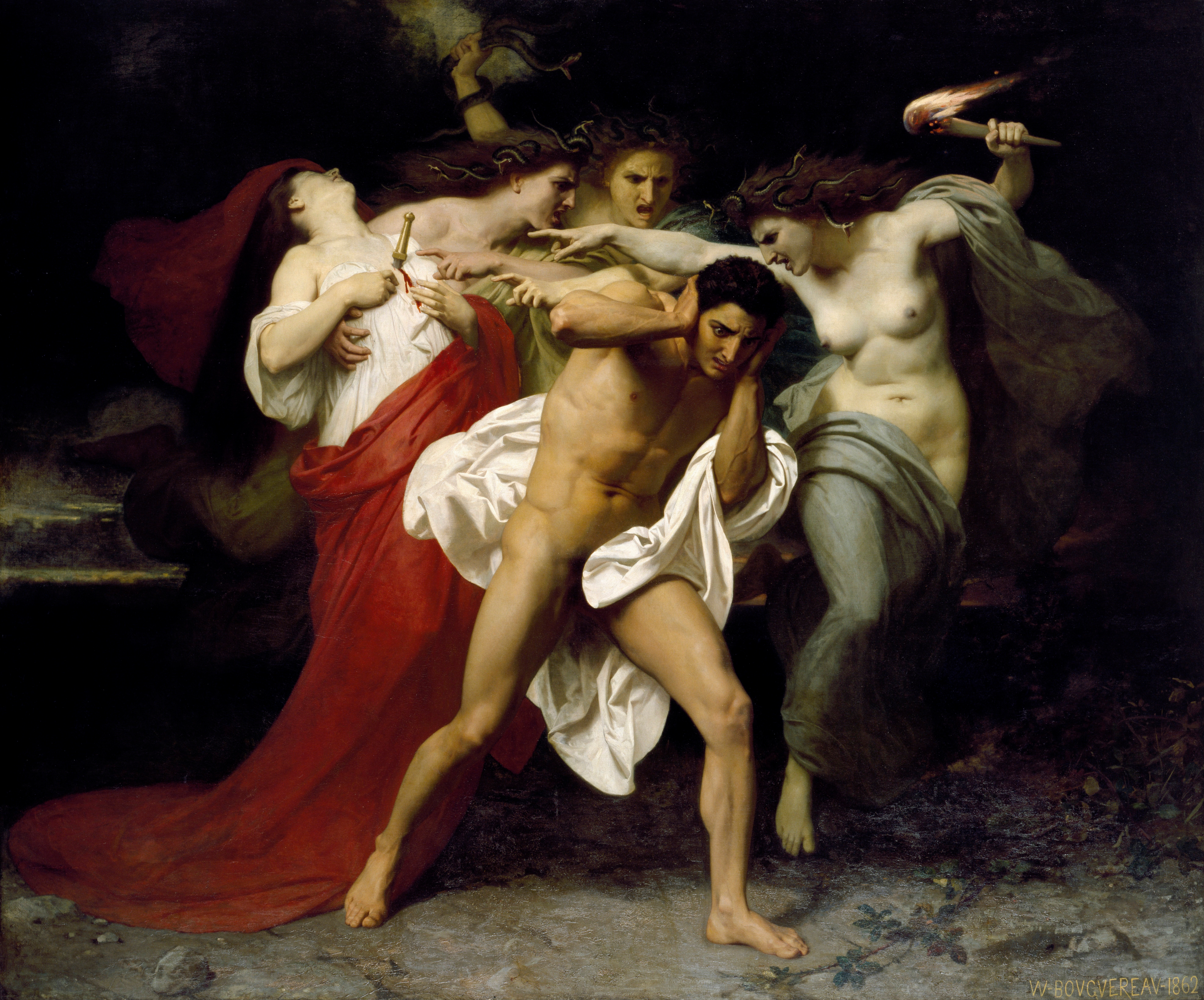
ندم أوريستس ، حيث كان محاطًا بإرينيس، بقلم ويليام أدولف بوجيرو ، 1862